# Cabanes
Cabanes je španělske město v autonomním společenství Valencie, v provincii Castellón, v comarce Plana Alta. Žije zde přibližně 3 300 obyvatel.
Město leží poblíž staré římské cesty z druhého století, cesta se nazývá Via Augusta.